# Брудерлам, Мельхиор
Мельхиор Брудерлам (нидерл. Melchior Broederlam; ок. 1328, Ипр — после 1409) — южно-нидерландский (фламандский) живописец бургундской школы. Работал в стиле интернациональной готики в период с 1381 по 1409 годы при дворе герцога Бургундского Филиппа II Смелого в Дижоне. Из его произведений сохранились только две внешние панели алтаря для картезианского монастыря Шанмоль (Chartreuse de Champmol) в Дижоне. Это редкие образцы утончённой живописи, предшествовавшей творчеству Яна ван Эйка и другим художникам эпохи Северного Возрождения.

## Жизнь и творчество
Мельхиор Брудерлам принадлежал к знатной семье в Ипре (Западная Фландрия, ныне Бельгия). О его юности и образовании ничего не известно. В начале своей деятельности он, вероятно, время жил в Италии, где перенял чувство пространства и формы, вдохновлённые живописью итальянского треченто. Около 1381 года он стал придворным художником фламандского графа Людовика Мальского. После смерти графа в 1384 году 13 мая 1387 года он был назначен камергером Филиппа Смелого, герцога Бургундского и мужа единственной дочери и наследницы Людовика, Маргариты Мальской. В 1391 году Брудерлам был повышен до звание придворного живописца. Он продолжал работать на преемника Филиппа, Иоанна Бесстрашного, но последнее упоминание о нём в герцогских записях относится к 1409 году.
С 1385 года Брудерлам регулярно останавливался в замке Эсден, чтобы по указанию герцога наблюдать за реставрацией и украшением галерей и двух смежных комнат фресками (замок не сохранился). В 1388 году он, вероятно, завершил цикл фресок, изображающих историю Золотого руна. Росписи, которые пришлось реставрировать ещё в XV веке, были утрачены, однако существует серия рисунков XV века, дающих представление об этих изображениях. Он продолжал работать в замке Эсден до 1392 года. Он проектировал плиточные полы для галерей и украшения для глориетты, башенного зала замка.
В 1386 году Брудерлам временно находился в Слёйсе (порт Брюгге), где руководил вышивкой и росписью знамён, вымпелов и парусов для кораблей французской армады, готовившейся к вторжению в Англию, которое в конечном итоге было отменено. Он проектировал витражи и, в 1402 году, совместно с Йоханом Мальвалем — оформление свадьбы Антония Бургундского. Впоследствии он ещё несколько раз работал для вдовы Филиппа, Маргариты Фландрской. В 1407 году он написал портреты Филиппа и Маргариты для портретной галереи фламандских графов в капелле графов в Кортрейке. В 1406 году он разработал эскизы облачений для олдерменов города Ипр. Его последние задокументированные заказы датируются 1409—1410 годами и представляли собой проекты «серебряных риторических наград».

## Главное произведение
В период с 1393 по 1399 год Мельхиор Брудерлам выполнил в Ипре один из важнейших заказов, а также единственную частично сохранившуюся работу: золочение и роспись деревянной резьбы двух алтарей Якоба (Жака) де Берза, заказанных Филиппом для монастыря в Шанмоле, для которых Брудерлам также написал внешние поверхности боковых створок: «алтарь Распятия» и «алтарь Святых и Мучеников». На них видны сцены Благовещения, Принесения Младенца в храм, а также Бегство Святого семейства в Египет.
В 1399 году он сопровождал алтарные образы к месту назначения – картезианскому монастырю Шанмоль в Дижоне. По прибытии алтарные образы были оценены группой экспертов, включая скульптора Клауса Слютера и живописца Йохана Мальваля, других художников, также нанятых герцогом.
Произведение Брудерлама свидетельствует о его знакомстве с творчеством живописца и миниатюриста из Брюгге Яна Будольфа (Жана де Бондоля, работавшего, в частности, для Карла V Французского, а также с итальянской живописью, особенно сиенской школы, в частности, с творчеством братьев Пьетро и Амброджо Лоренцетти. Он уже писал маслом, а не традиционной темперой, но поскольку он наносил краску так, как если бы это была темпера, и почти не использовал лак, его картинам не хватало прозрачности, которой Ян ван Эйк добился несколько десятилетий спустя, отчасти благодаря своим экспериментам с сиккативами. Благодаря ярким цветам и использованию дорогих пигментов, таких как ультрамарин, панели Брудерлама больше напоминают увеличенные, роскошные миниатюры .
Ныне створки алтаря находятся в Музее изящных искусств Дижона, как и другой алтарь из того же заказа, для которого он позолотил и расписал резные фигуры. По-видимому, он также расписал внешние створки, но они утеряны. Правила гильдий обычно предписывали, чтобы резьба и роспись выполнялись мастерами разных цехов.
Использование Бродерламом масляной краски оказало сильное влияние на художников следующего поколения, включая Робера Кампена и Яна ван Эйка. Обе панели включают две сцены с обширным пейзажем и изображают здания, похожие на павильоны, в иконографии, заимствованной из Италии. Хотя перспектива ещё далека от полного раскрытия, свет и тень используются для создания ощущения глубины, а реалистичное изображение святого Иосифа стало характерной чертой новой нидерландской живописи. Хотя на панелях Дижонской мастерской небо написано золотом, летящий ястреб на одной из них указывает на то, что оно задумано как реальное пространство. Здания в сцене «Благовещения» сочетают в себе романские и готические элементы, вероятно, призванные противопоставить Ветхий и Новый Заветы, создавая визуальную метафору, которая впоследствии стала характерной для живописи Яна ван Эйка. Панели содержат в себе много элементов стиля интернациональной готики, но также «предвещают новый мир натурализма и скрытого символизма, который будет ещё более утончён в работах его последователей в Нидерландах» .
Алтарь монастыря Chartreuse de Champmol

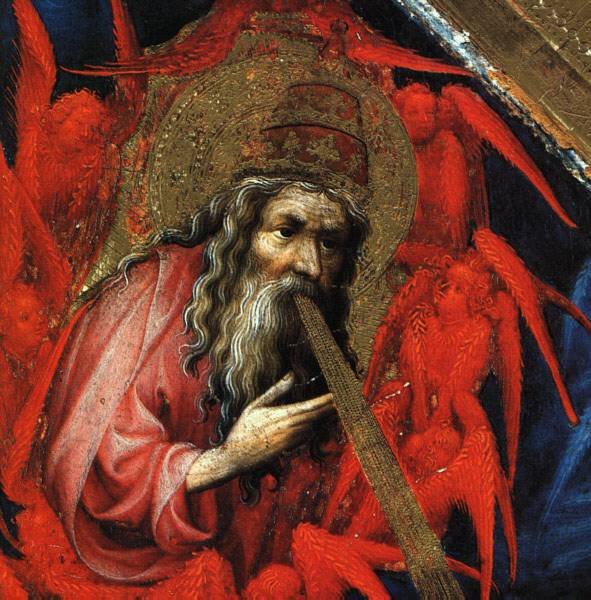
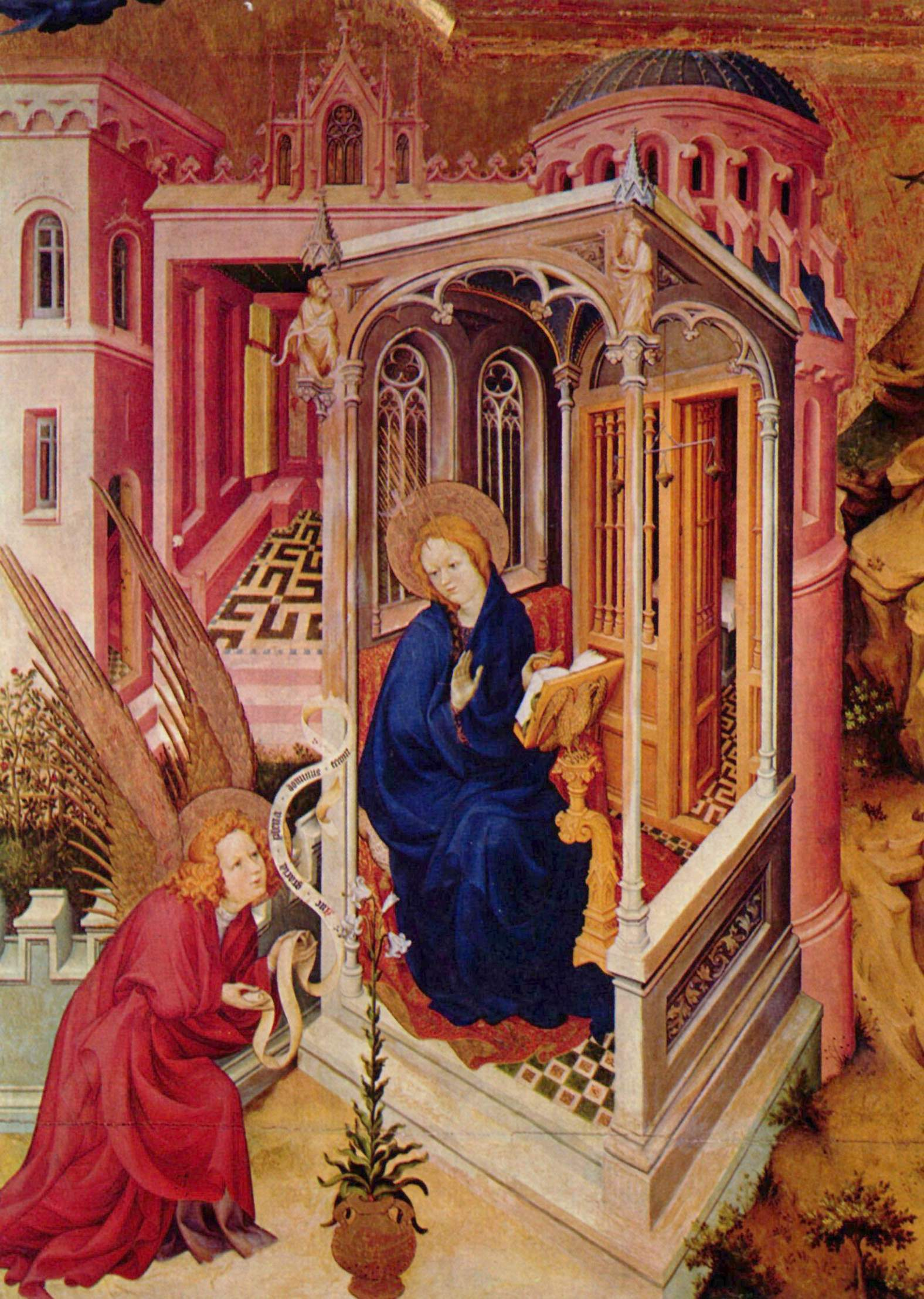
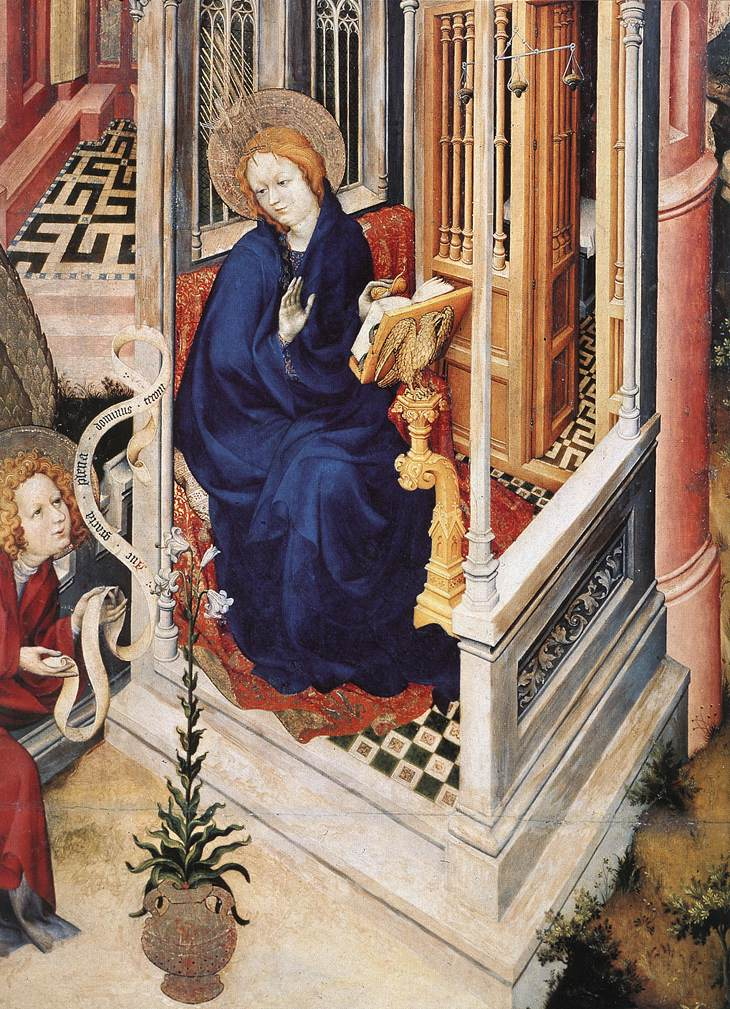
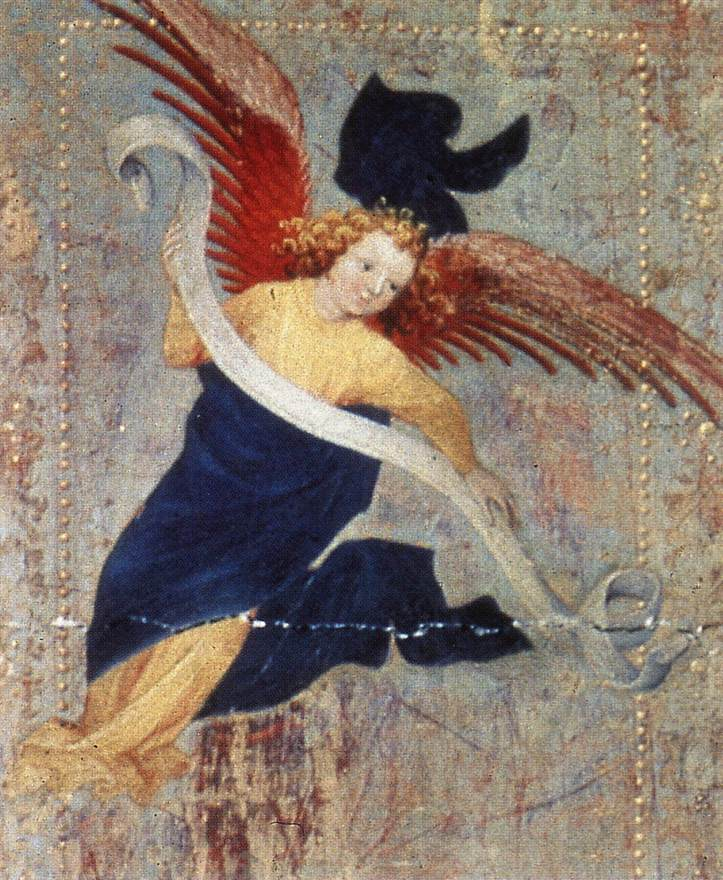
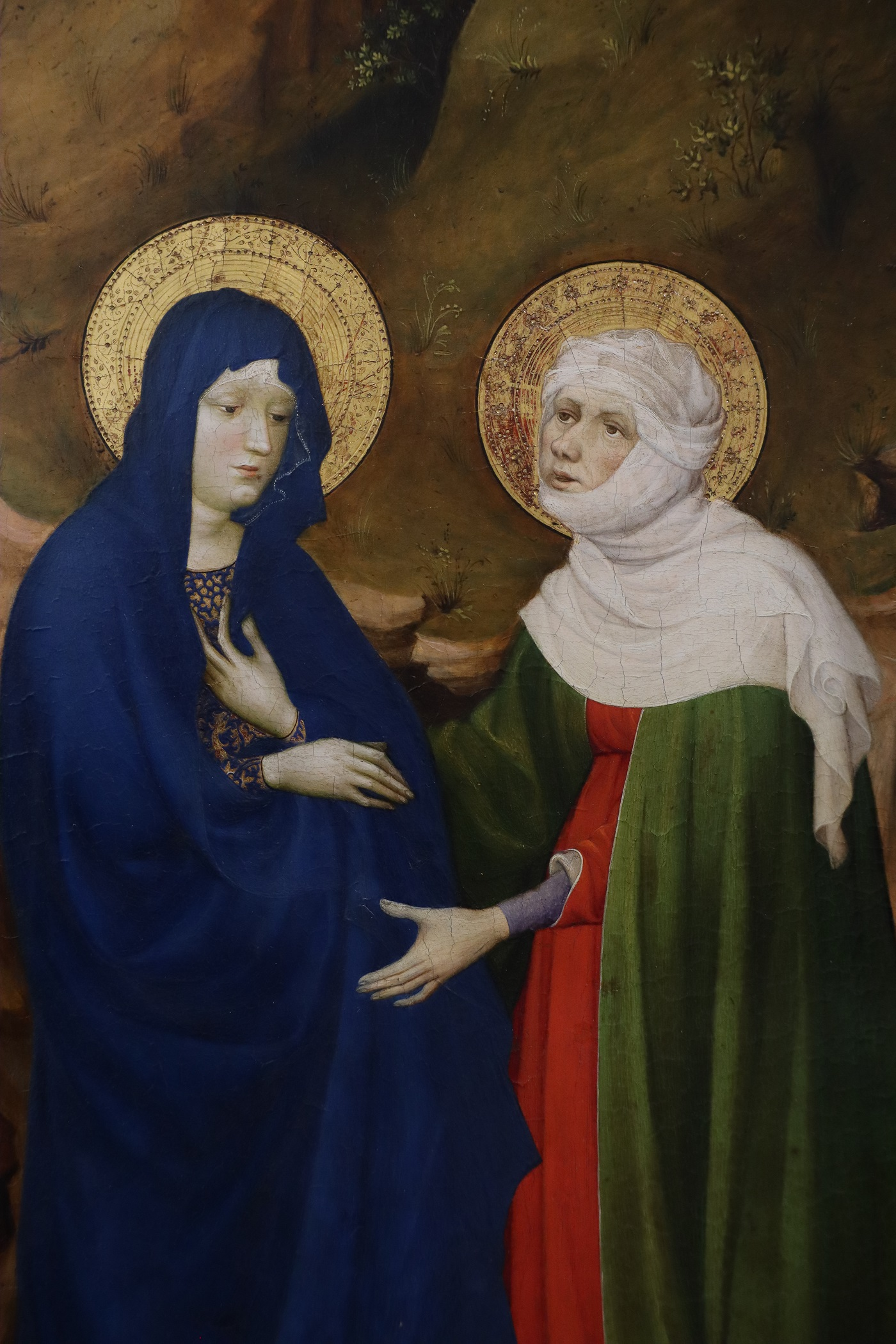
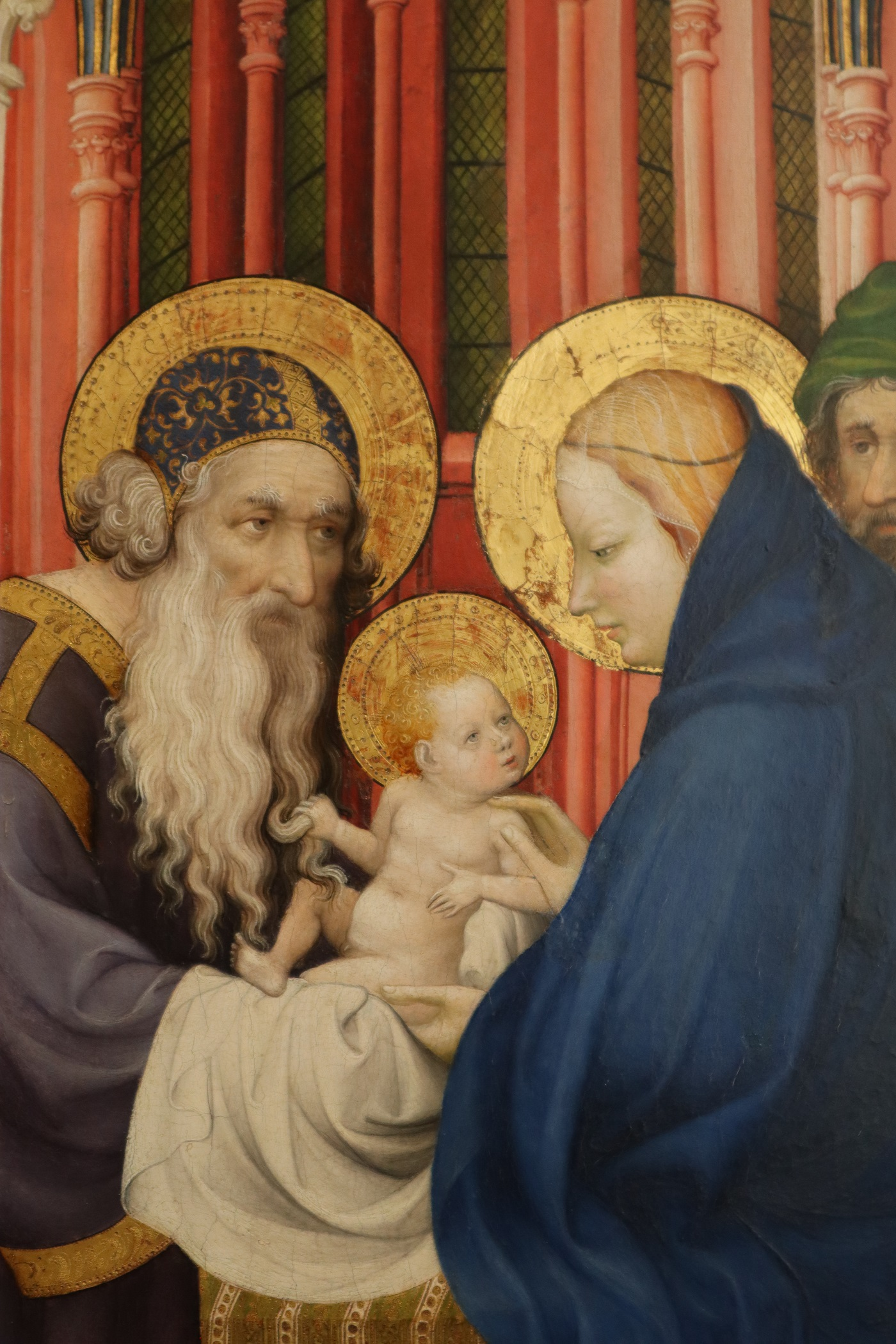
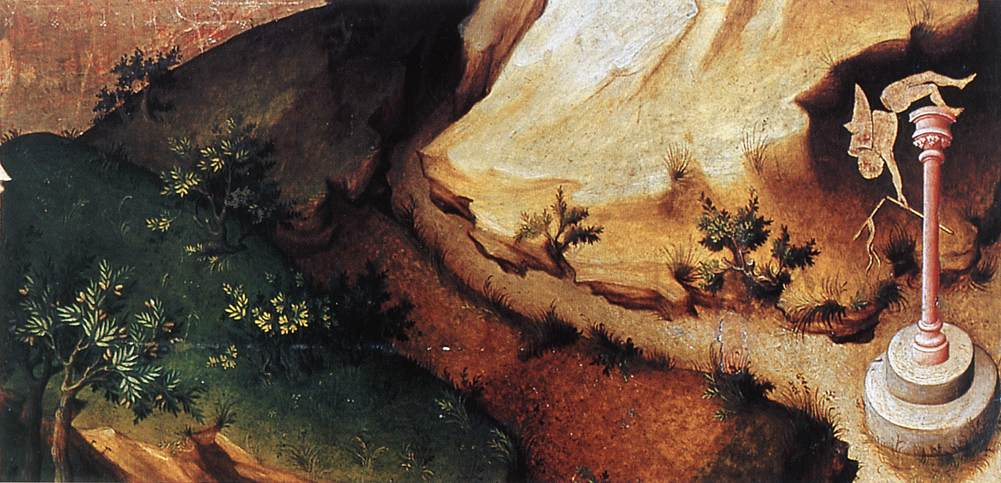